# Ligny-en-Barrois
 Ligny-en-Barrois  es una población y comuna francesa, en la región de Gran Este, departamento de Mosa, en el distrito de Bar-le-Duc y cantón de Ligny-en-Barrois.

## Demografía
| 5157 | 5861 | 6143 | 5591 | 5342 | 5035 | 4564 | 4170 | 4052 |
| Para los censos de 1962 a 1999 la población legal corresponde a la población sin duplicidades (Fuente: INSEE [Consultar]) |      |      |      |      |      |      |      |      |

## Ciudades hermanadas
Ligny-en-Barrois mantiene un hermanamiento de ciudades con:
- Aichtal, Baden-Wurtemberg, Alemania (1998).